# Reichsleiter
La carica di Reichsleiter («Capo del Reich» oppure «Comandante del Reich») veniva assegnata ai più importanti funzionari politici del Partito Nazionalsocialista Tedesco dei Lavoratori guidato da Adolf Hitler nel periodo compreso tra il 1933 ed il 1945. I Reichsleiter, scelti personalmente da Hitler, rispondevano esclusivamente a lui in merito agli specifici compiti per i quali erano stati nominati e che spaziavano dalla politica estera, alla propaganda, allo sviluppo agricolo.
L'insieme dei Reichsleiter formava il Reichsleitung (la direzione generale del Partito) e i membri di quest'importante organismo avevano il privilegio di sedere in prima fila durante gli incontri tenuti alla Casa bruna (il quartier generale dello NSDAP) di Monaco. La carica di Reichsleiter rappresentava inoltre il più alto grado paramilitare assegnato ai membri del Partito nazionalsocialista precedendo quello di Gauleiter.
Nonostante l'importanza del ruolo e la teorica competenza esclusiva in determinate aree di intervento molti Reichsleiter si trovarono in competizione con altri uffici con compiti similari nominati da Hitler all'esterno delle gerarchie dello NSDAP. Tale sovrapposizione di ruoli e competenze - che spesso condusse al caos burocratico - non deve stupire in quanto classica del regime hitleriano basato sul divide et impera.

## Lista deiReichsleiter
La maggior parte dei Reichsleiter vennero nominati il 2 giugno 1933 e rimasero in carica fino al termine del secondo conflitto mondiale nel maggio 1945. Alcuni dei Reichsleiter nominati non svolgevano il loro ruolo all'interno dello NSDAP ma in associazioni collegate (SS, SA, Gioventù hitleriana, ecc.).
- Rudolf Hess
Sostituto del Führer e delegato per le questioni di Partito
Nominato il 10 ottobre 1933. Hess era ufficialmente il terzo uomo del Partito, dopo Adolf Hitler e Hermann Goering nonché secondo sostituto erede dopo quest'ultimo. Dopo la fuga di Hess in Inghilterra (10 maggio 1941) il ruolo non venne riassegnato anche se Martin Bormann (precedentemente segretario di Hess) ricoprì la posizione di delegato alle questioni di Partito e, di fatto, potente e temuto vertice assoluto dello NSDAP al quale tutte le gerarchie di Partito dovevano rivolgersi.

- Martin Bormann
Capo della segreteria dello NSDAP

- Joseph Goebbels
Capo del dicastero della propaganda (Ministro della Propaganda) dello NSDAP 
Nelle sue ultime volontà Hitler, lo nominò Cancelliere del Reich della Germania. Carica che ricoprì per quasi due giorni prima di suicidarsi assieme alla moglie Magda dopo che, quest'ultima, uccise i loro sei figli.

- Max Amann
Capo dell'editoria dello NSDAP

- Franz Xaver Schwarz
Tesoriere dello NSDAP

- Philipp Bouhler
Capo della Cancelleria privata del Führer

- Alfred Rosenberg
Capo dello NSDAP per l'ideologia e la politica estera
Nella fumosa posizione di capo (del Partito) per la politica estera Rosenberg si trovò spesso in contrasto con il ministro degli Esteri Joachim von Ribbentrop.

- Hans Frank
Capo dell'ufficio legale dello NSDAP

- Robert Ley
Capo delle organizzazioni dello NSDAP

- Karl Fiehler
Capo dello NSDAP per le politiche locali

- Walter Buch
Giudice titolare del supremo tribunale dello NSDAP

- Wilhelm Grimm
Giudice titolare della seconda camera del supremo tribunale dello NSDAP

- Walther Darré
Capo dell'ufficio delle politiche agricole dello NSDAP

- Otto Dietrich
Capo dell'ufficio stampa dello NSDAP

- Franz Ritter von Epp
Capo dell'ufficio per la politica coloniale dello NSDAP

- Ernst Röhm - Viktor Lutze
Comandante delle SA (Stabchef der SA)
Röhm venne assassinato il 2 luglio 1934 per ordine di Hitler nel corso della purga passata alla storia con il nome di «Notte dei lunghi coltelli». Lutze lo rimpiazzò fino a quando morì in un incidente automobilistico nel maggio 1943. Fino a novembre 1943 Wilhelm Schepmann fu il facente funzioni di Capo delle SA. Anche se fu in novembre nominato Stabchef der SA non risulta che sia mai stato promosso al rango di Reichsleiter.

- Heinrich Himmler
Comandante delle SS e della Polizia (Reichsführer SS)
Negli ultimi giorni del conflitto Himmler trattò con gli anglo-americani per un possibile armistizio. Venutolo a sapere Hitler lo dichiarò decaduto da tutte le cariche (29 aprile 1945) e lo condannò a morte nominando nuovo Reichsführer SS Karl Hanke fino ad allora Gauleiter della Bassa Slesia. Anche in questo caso non esistono prove che Hanke sia stato nominato Reichsleiter.

- Baldur von Schirach
Capo della Gioventù hitleriana (Reichsjugendführer HJ) - Capo dell'educazione dei giovani
Nel 1940 von Schirach, considerato troppo anziano per essere a capo della Gioventù Hitleriana fu nominato Gauleiter di Vienna. Al suo posto venne nominato Artur Axmann che, pur sostituendo von Schirach in tutte le sue funzioni, non sembra sia mai stato promosso Reichsleiter. A von Schirach venne conferita la carica onorifica di «Capo dell'educazione dei giovani».

- Konstantin Hierl
Capo del Servizio di lavoro del Reich (Reichsarbeitführer RAD)
Hierl fu nominato da Hitler nel 1936 come capo del Reichsarbeitsdienst (RAD).

- Adolf Hühnlein
Capo del Corpo motoristico nazionalsocialista (Korpsführer NSKK)
Huhnlein fu nominato da Hitler nel 1938 come capo dei Nationalsozialistisches Kraftfahrerkorps. Nel giugno 1942 egli morì ed il ruolo venne preso da Erwin Kraus, che però non venne nominato Reichsleiter.